# 横手警察署
横手警察署（よこてけいさつしょ）は、秋田県警察が管轄する警察署の一つ。

## 管轄区域
- 横手市
- 雄勝郡東成瀬村

## 所在地
- 秋田県横手市安田字越廻71番地

## 沿革

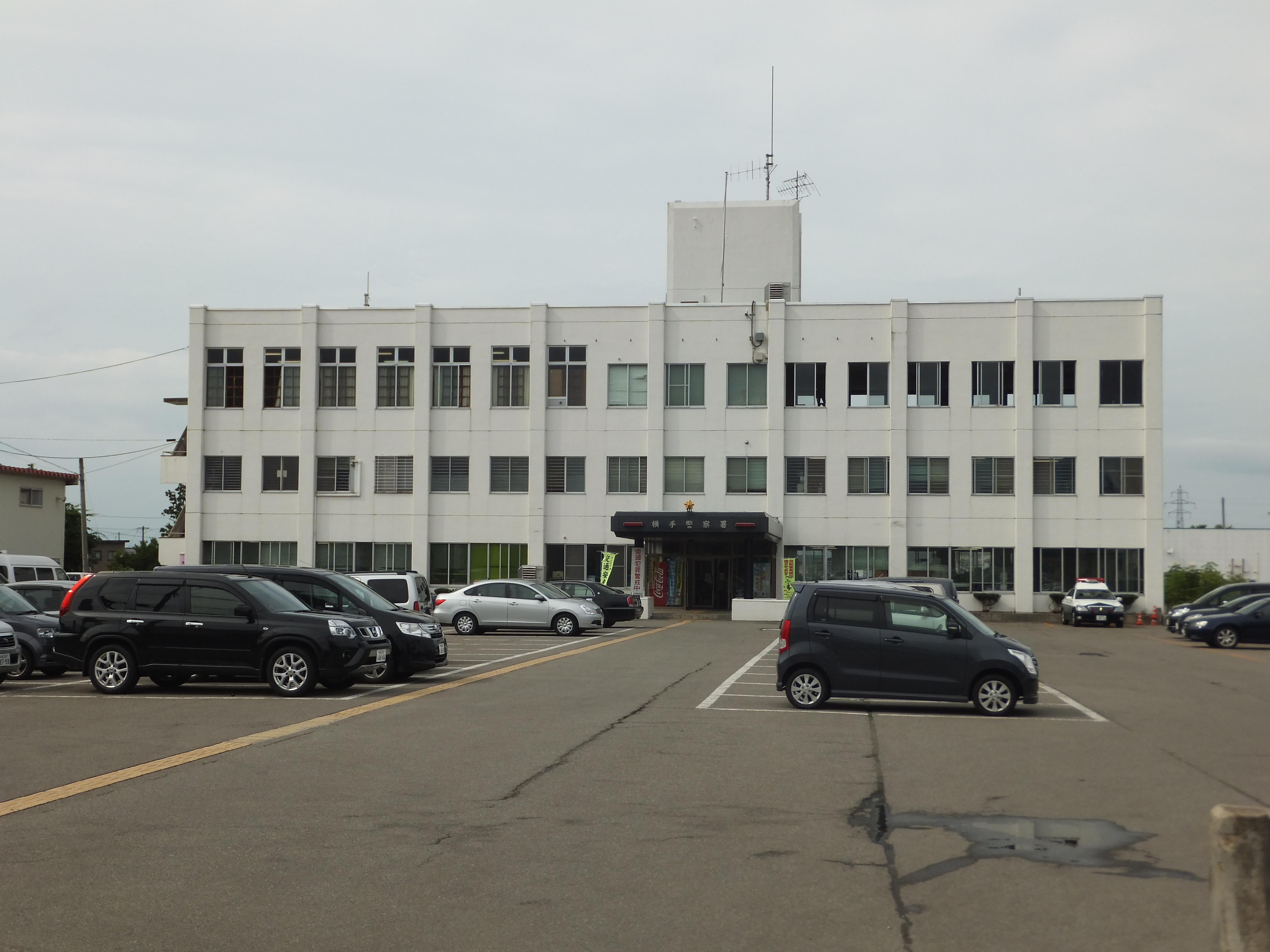
旧庁舎

- 1875年（明治8年）11月30日：秋田警察署第3出張所第6大区第5屯所として発足する[1]。
- 1876年（明治9年）11月：秋田警察所横手出張所第7屯所に改称する[1]。
- 1877年（明治10年）
  - 3月：横手警察署に昇格する[1]。
  - 11月 - 大町中丁に庁舎を新築[1]。
- 1889年（明治22年）5月3日 - 近隣の火災により庁舎が類焼[1][2]。
- 1890年（明治23年）7月25日 - 庁舎を新築[3]。
- 1903年（明治36年）4月26日 - 大火により庁舎が焼失[3]。
- 1904年（明治37年）12月27日 - 庁舎を新築[3]。
- 1948年（昭和23年）3月7日：警察法の施行により、横手町には自治体警察署が設置され、郡部に平鹿地区署を設置する[3]。
- 1951年（昭和26年）10月1日：平鹿地区署を横手地区署に改称する[3]。
- 1954年（昭和29年）：警察法改正により横手町自治体警察署と横手地区署が廃止され、横手警察署に改称する[3]。
- 1956年（昭和31年）3月20日：大町中丁に庁舎を新築[3]。
- 1976年（昭和51年）12月1日：現在地に庁舎を移転する[3]。
- 2005年（平成17年）4月1日：増田警察署を統合して増田幹部交番に移行する。同時に、増田警察署が管轄していた東成瀬村・旧十文字町・旧増田町を移管するとともに、残りの地域は湯沢警察署に移管する。
- 2019年（平成31年）4月19日：新庁舎の運用を開始する。

## 内部組織
- 警務課
  - 広報広聴係
  - 警務係
  - 被害者支援係
  - 留置管理係

- 会計課
  - 会計係

- 生活安全課
  - 生活安全係
  - 女性安全対策係
  - 少年係

- 地域課
  - 地域係
  - 機動警ら係

- 刑事課
  - 庶務係
  - 強行・窃盗犯係
  - 知能犯係
  - 組織犯罪対策係
  - 鑑識係

- 交通課
  - 交通規制係
  - 交通指導係
  - 交通捜査係

- 警備課
  - 警備係

## 幹部交番

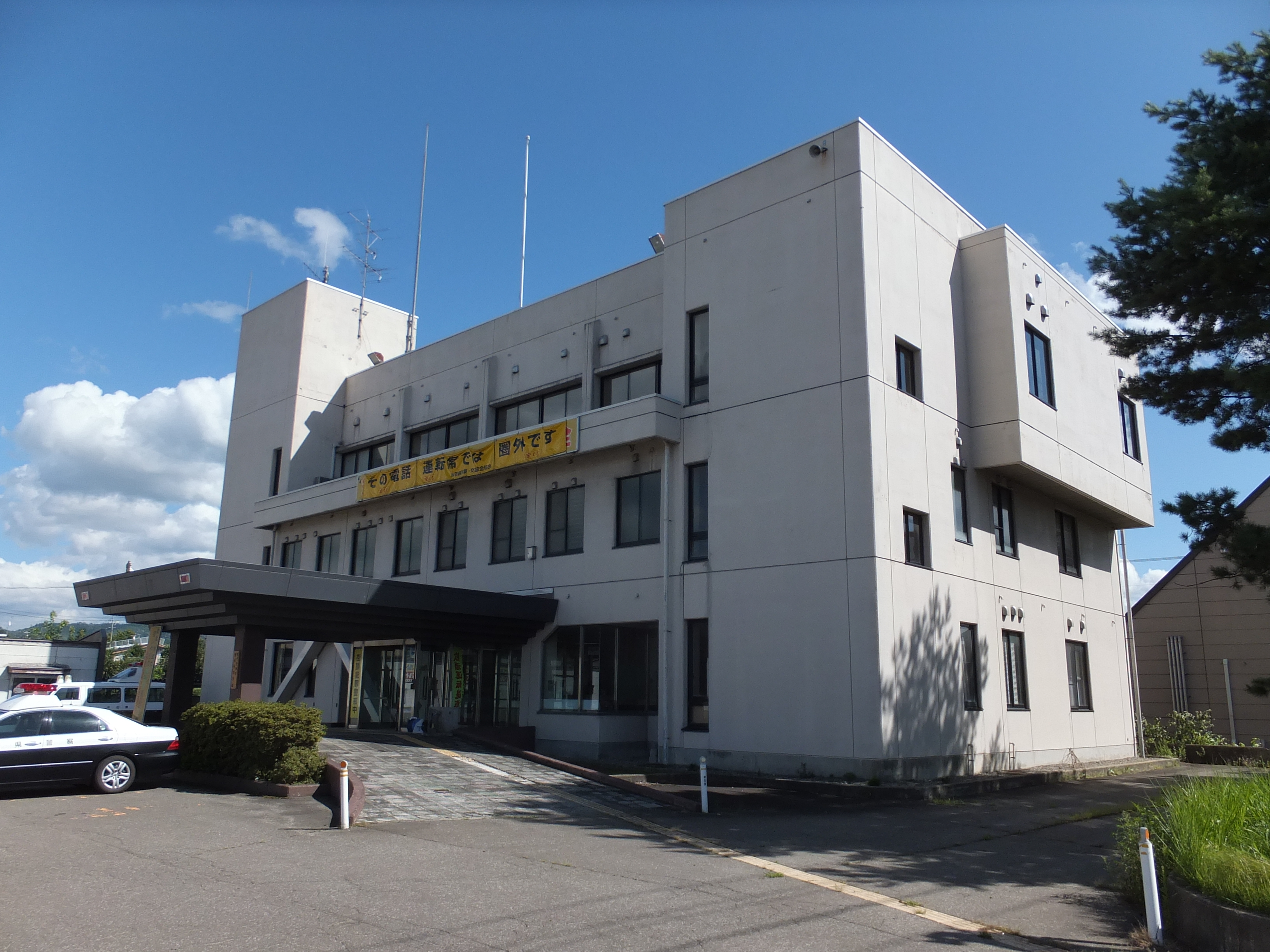
増田幹部交番

### 横手市
- 増田幹部交番 - 横手市増田町増田字石神71-1

## 交番

### 横手市
- 横手駅前交番 - 横手市駅前町5-10
- 十文字交番 - 横手市十文字町字海道下43-3

## 駐在所

### 横手市
- 朝倉駐在所 - 横手市杉沢字吉沢377-6
- 栄駐在所 - 横手市大屋新町字堂ノ前33-2
- 横手西駐在所 - 横手市下境字関合241-1
- 金沢中野駐在所 - 横手市金沢中野字上矢来沢230-3
- 山内駐在所 - 横手市山内土渕字二瀬72-1
- 平鹿駐在所 - 横手市平鹿町浅舞字覚町後244-1
- 吉田駐在所 - 横手市平鹿町上吉田字田ノ植74-5
- 雄物川駐在所 - 横手市雄物川町沼館字昼飯塚5-2
- 大森駐在所 - 横手市大森町字大中島243-3
- 大雄駐在所 - 横手市大雄字田根森東94-1

### 東成瀬村
- 東成瀬駐在所 - 雄勝郡東成瀬村田子内字仙人下30-1